# U-60 (1939)
U-60 — малая немецкая подводная лодка типа II-C для прибрежных вод, времён Второй мировой войны, заводской номер 259.
Введена в строй 22 июля 1939 года. До 31 декабря 1939 года входила в 5-ю флотилию, с 1 января 1940 года по 18 ноября 1940 года входила в 1-ю флотилию, с 19 ноября 1940 по 1 марта 1945 года входила в 21-ю флотилию. Совершила 9 боевых походов, потопила 3 судна (7 561 брт), и повредила 1 судно (15 434 брт). 2 мая 1945 года затоплена экипажем в порту города Вильгельмсхафен.